# Vincent Mériton
Vincent Meriton, né le 28 décembre 1960 à Victoria, est un homme politique seychellois. Il est vice-président de la République de 2016 à 2020.

## Biographie

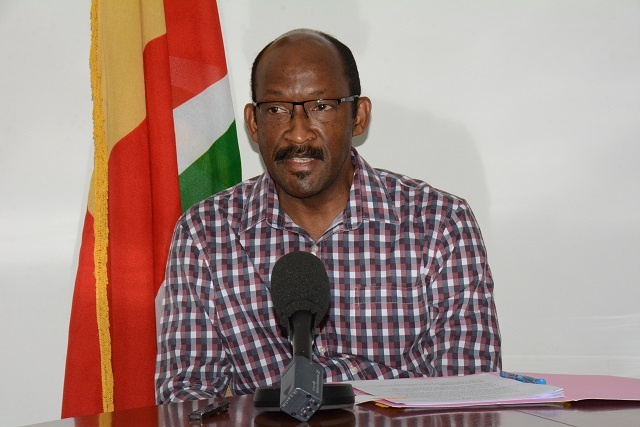

Vincent Meriton a suivi des études à Moscou. Il est diplômé de la faculté de sociologie de l'université d'État de Moscou[réf. souhaitée].
Il est membre du Parti populaire de centre-gauche (anciennement le Front progressiste Seyschel). Membre de l'Assemblée législative de la République des Seychelles.
En 2004, il devient ministre des Affaires sociales et de l'Emploi, puis ministre du Travail et de la Politique sociale, puis à la tête des ministères de la Santé et des Affaires sociales, du ministère du Développement communautaire, de la Jeunesse et des Sports et, plus récemment, du ministère des Affaires sociales, du Développement communautaire et des Sports. En juillet 2010, il est nommé ministre d'État.
Il est ministre d'État et chargé du Développement communautaire, des Affaires sociales et des Sports, de 2004 à 2016. 
Le 28 octobre 2016, il est nommé vice-président de la République.